# BBC World News
BBC World News — міжнародний цілодобовий новинний телеканал BBC. Є найпопулярнішим серед всіх телеканалів корпорації.
Канал веде мовлення з BBC Media Village, частини BBC White City в районі Лондона Уайт-Сіті. Студія знаходиться в BBC Television Centre.
З власної студії йде мовлення: по буднях — з 05:00 до 00:30 (WET); у вихідні — з 06:00 до 00:30. В інший час новини ведуться зі студії внутрішнього британського каналу BBC News.
Незважаючи на те, що служба новин BBC News випускає кадри в форматі 16:9, канал довгий час передавався у форматі 4:3 (новини конвертувалися в формат 14:9). З 13 січня 2009 року канал перейшов на повноцінне мовлення у форматі 16:9.
У листопаді 2006 року Асоціація міжнародного телерадіомовлення нагородила BBC World званням найкращого міжнародного новинного каналу.
До 21 квітня 2008 року канал мав назву «BBC World».

## Історія

1997-2008

2008-2019

2019-2022

Спочатку канал планувався, як звичайний канал для зарубіжного мовлення, хоча на відміну від світового радіо BBC, яке фінансується урядом Англії, уряд Англії відмовився від виплати субсидій для телеканалу. Канал був запущений 11 березня 1991 року. Після двотижневих пілотних програм, почалося постійне мовлення каналу.
1 січня 1994 року канал був розділений на дві частини: один канал — розважальний канал, який вимагав спеціальної підписки, інший канал був новинним. В цьому ж 1994 році на каналі стався незначний ребрендинг. З 1994 по 1997 роки графіка і студійне оформлення новинних програм, було дуже схожим на те, яке використовувалося на звичайних каналах BBC в Англії.
Новий дизайн каналу та оновлення з'явилися після того, як 4 жовтня 1997 року з'явився новий логотип корпорації, а також зміни в графіці відбулися 9 листопада 1997 року.
Інша сильна зміна оформлення на каналі прийшла в 1999 році, коли новини придбали одні і ті ж фірмові кольори, такі як червоний, кремовий, а також єдине музичне оформлення «зворотного звіту», яке було написано композитором Девідом Лоу, тим самим відхилившись від основних мелодій з оркестром.
У 2003 році пройшов новий ребрендинг, використовуючи ті ж «коунтдауни», як музичне оформлення. Також змінилася графіка. Музика була трохи змінена, в той час, як графіка змінилася на чорно-червону, з використанням у студії матового скла, а також червоних і білих тонів. Пізніше, в 2004 році, змінився слоган каналу, який прямо вказував на те, що канал став повністю новинним.
У 2008 році канал був перейменований в BBC World News. Була створена нова графіка, а також перероблена музика Девіда Лоу.
14 січня 2013 року BBC World News переїхав до мовного будинку у колишньому будинку BBC Television Centre. Це частина переїзду BBC News і інших аудіо підрозділів BBC в одну будівлю в центрі Лондона. Будинок був відреставрований за 1 млрд фунтів стерлінгів і обладнаний новою редакцією та кількома новини телестудіями.

## Програми

### Новини у прямому ефірі
- BBC World News — останні за день світові новини.
- Newsday — міжнародні новини з Лондона і Сінгапуру кожен будній день.
- GMT — Джордж Аладжайа представляє новітні розробки з усього світу.
- Impact — глобальні новини (останні новини, обговорення і аналіз, використовуючи повний спектр кореспондентів BBC в основному з Азіатсько-Тихоокеанського регіону).
- Global — Метью Амролівала поглиблено вивчає ключові питання дня.
- Outside Source — Ріс Аткінс приймає повідомлення від BBC Newsroom в Лондоні, які пов'язанні з глобальною мережею BBC.
- Focus on Africa — новини, бізнес і спорт з усього континенту.
- World News Today — інформаційна програма для глядачів, які хочуть одержати більш глибоке освітлення щоденних новин. З акцентом на країнах Європи, Близького Сходу і Африки.
- Business Edition — Таня Бекетт (понеділок-четвер) і Джеймі Робертсон (п'ятниця) здійснюють аналіз історій бізнесу останніх днів.
- BBC World News America — всесторонні новини і аналіз з Кетті Кей. Трансляція з вашингтонської студії округу Колумбія.

### Інші програми у прямому ефірі
- Asia Business Report — прямий ефір з Сінгапуру стосовно новин бізнесу, які визначатимуть робочий день.
- Sport Today — останні спортивні новини і результати з усього світу.
- World Business Report — останні ділові новини з інформованим аналізом від світових фінансових центрів.

### Заздалегідь записані програми
- Africa Business Report — щотижневий погляд на бізнес по всьому континенту.
- Click — повне керівництво для всіх останніх новин гаджетів, вебсайтів, ігор і комп'ютерної індустрії.
- Dateline London — зарубіжні кореспонденти, які базуються в Лондоні, висловлюють свою думку на міжнародні новини за тиждень.
- Fast Track — серія з останніми новинами про поїздки.
- HARDtalk — Стівен Сакура розмовляє з відомими людьми з усього світу.
- Middle East Business Report — освітлюють результати торгівлі, бізнесу і економіки в Перській затоці, щоб показати, як цей важливий економічний регіон працює і взаємодіє з рештою світу.
- Newsnight — Ендрю Ніл або Кірсті Ворк озираються на найкращі новини тижня.
- Our World — документальні фільми створенні BBC, які виставляють і оцінюють глобальні теми.
- Reporters — щотижнева вітрина найкращих повідомлень від кореспондентів BBC.
- Russia Business Report — команда BBC розмовляє з бізнес експертами з усієї Росії.
- Talking Movies — Том Брук представляє всі останні новини та відгуки про кіноіндустрію в США з повідомленнями з Голлівуду і Нью-Йорку.
- The Doha Debates — кожного місяця в Катарі запрошені гості обговорюють актуальні питання в арабському і ісламському світі.
- Politics Europe — погляд на політику Європи, представленої Ендрю Нілом і Джо Коберном.
- The World Debate — програма ставить важливі питання до представників від глобальної політики, фінансів, бізнесу, мистецтв, ЗМІ та інших областей.
- Reporters — щотижнева програма повідомлень від понад 250 кореспондентів.
- Health Check — виступ доктора Аяна Панья і Клаудії Хаммонд, який транслюється чотири рази на місяць по вихідних і охоплює найбільш важливі події в області охорони здоров'я, в тому числі інтерв'ю з деякими світовими фахівцями в галузі охорони здоров'я.
- The Review Show — щомісячна програма представлена Кірсті Варк. Місце для відвідування для інтелектуальної і багатообіцяючої бесіди, де обговорюються всі форми мистецтва та їх соціальний політичний та історичний контекст.

## Логотип
Телеканал змінив 3 логотипу. Нинішній — 4-й.
З 1991 по 1995 рік стояв у правому верхньому куті. З 1995 по 2003 рік стояв в лівому верхньому кутку. З 2003 по теперішній час стоїть у лівому нижньому куті.
- З 11 березня 1991 по 6 січня 1995 року логотипом були похилі квадрати білого кольору з похилими літерами «B», «B» і «C». Знаходився у правому верхньому куті.
- З 7 січня 1995 по 8 листопада 1997 року використовувався той же логотип, але внизу додалася підпис «World». Знаходився у лівому верхньому куті.
- З 9 листопада 1997 по 20 квітня 2008 року логотипом були вирівняні квадрати білого кольору з вирівняними літерами «B», «B» і «C» і шрифт був замінений на Gill Sans, праворуч від нього слово «World». Знаходився там же.
- З 1 грудня 2003 року по 20 квітня 2008 року логотип перемістився в лівий нижній кут.
- З 21 квітня 2008 по даний час використовується той же логотип, але поруч або внизу слово вже інше «World News». Знаходиться там же.

## Поширення
В основному BBC World News віщається як FTA (безкоштовний). В Італії канал безкоштовно доступний по всій країні через цифрову наземну телевізійну мережу за технологією DVB-T.
Випуск новин у прямому ефірі надходить від студій B і C в Broadcasting House, а деякі записані програми — від студії Broadcasting House A та студії BBC Millbank. Зараз редакція BBC World News є частиною нової зведеної редакції BBC у Broadcasting House, а також BBC World Service та внутрішні служби новин Великої Британії.
BBC World News стверджує, що їх переглядає щотижня 74-мільйонна аудиторія у понад 200 країнах та територіях у всьому світі. Світові новини BBC найчастіше дивляться як ефірний канал (FTA). Канал доступний в Європі та багатьох частинах світу через супутникові (FTA) або кабельні платформи.
У США канал доступний через такі провайдери, як Cablevision, Comcast, Spectrum, Verizon FiOS та AT&T U-verse. Починаючи з 2014 року, розподіл та рекламу каналів у США здійснює компанія AMC Networks, яка є партнером меншості для розважального каналу BBC America.
З червня 2019 року трансляцією програм новин BBC займається WETA-TV. PBS окремо розпочав розповсюдження ще однієї програми, що виходить в ефір каналу "Beyond 100 Days", як пізній вечірній ефір із запізненням на касету 2 січня 2018 року, як тимчасову заміну Чарлі Роуз. На відміну від GMT та BBC World News America, Beyond 100 Days поширюється виключно серед станцій-членів PBS як частина базового графіка служби.
Китай заборонив BBC World News у 2021 році - хоча доступ до цього вже був сильно обмежений, і те, що було проведено, було піддано цензурі, а центри шоу були затемнені цензорами, які працювали в прямому ефірі. Він був заборонений через висвітлення уйгурського геноциду та помсту за заборону CGTN на британському ринку за порушення національних правил мовлення.